# Regina Mab

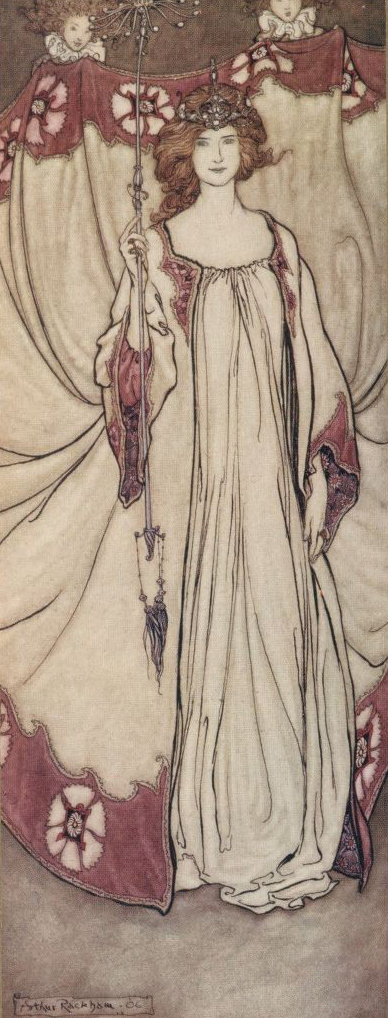
La regina Mab che regna nel giardino, illustrazione di Arthur Rackham (1906).

La regina Mab è la fata del dramma di Shakespeare Romeo e Giulietta, che appare anche in altre opere della letteratura del XVII secolo, e successivamente in varie forme nella poesia, nella drammaturgia e nel cinema.
Nel dramma è citata in un famoso discorso di Mercuzio, nel quale è descritta come una creatura in miniatura che guida un carro sulle persone addormentate e le conduce in un sogno di autocompiacimento. In alcuni casi era ritenuto che fosse portatrice di pestilenze. Da questo personaggio prende nome un satellite di Urano, Mab.

## Nel resto della letteratura

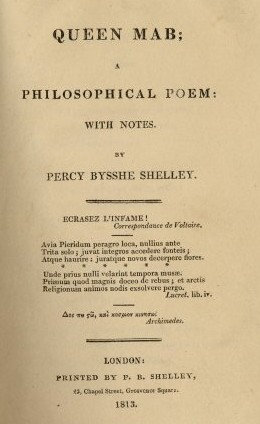
La regina Mab di Percy Bysshe Shelley.

Dopo il debutto letterario in Romeo and Giulietta, Mab apparve in diverse composizioni poetiche del seicento e, in particolare, in The Entertainment at Althorp di Ben Jonson e Nymphidia di Michael Drayton. Nel Parnassus di Poole, Mab è descritta come la regina delle fate e consorte del re delle fate Oberon.
La regina Mab (Queen Mab: A Philosophical Poem) del 1813 è anche il titolo del primo importante poema del poeta romantico Percy Bysshe Shelley (1792-1822).
"Queen Mab" (Regina Mab) è anche il sottotitolo del XXXI capitolo del romanzo Moby Dick di Herman Melville, pubblicato nel 1851. In questo capitolo, Stubb, un ufficiale del Pequod, descrive a Flask (un altro ufficiale), un sogno nel quale Stubb è apostrofato da un tritone il quale gli spiega che il calcio ricevuto dal capitano Ahab il giorno prima dovrebbe essere considerato un onore, alla stregua di uno schiaffo della regina ad un grande lord inglese.
Nel romanzo di Jane Austen Ragione e sentimento, l'erotico e truffaldino Willoughby dà alla sua preda, Marianne, un cavallo di nome Regina Mab, un simbolo che rappresenta le eccessive, ansiose aspettative di Marianne di sposare Willoughby, che in realtà è un vagabondo donnaiolo.
La Regina Mab compare anche nel romanzo di Charles Brockden Brown Edgar Huntly come soprannome che il protagonista dà alla vecchia Deb, una nativa americana del Delaware che si rifiuta di traslocare nonostante l'invasione degli Inglesi. Questo soprannome simboleggia la sua illogicità, benché ella sia una figura di minore rilevanza anche se di grande impatto.
Il filosofo statunitense George Santayana ha scritto una breve composizione intitolata "Regina Mab" che è apparsa nel suo libro del 1922 Soliloqui in Inghilterra e successivi soliloqui. Questo particolare monologo descrive la letteratura inglese come una forma indiretta di auto-espressione nella quale lo scrittore inglese «sognerà ciò che permette alla Regina Mab di far sognare gli altri esseri umani» («rather than revealing him or herself»).
Il velo della Regina Mab (El velo de la reina Mab) è un breve racconto del moderno scrittore nicaraguense Rubén Darío che esplora la relazione dell'artista con il mondo, così come la bellezza della creazione artistica. La storia culmina con la Regina Mab che avvolge i quattro artisti presenti nel suo «velo dei sogni, dei dolci sogni, che fanno vedere la vita di colore rosa» («el velo de los sueños, de los dulces sueños, que hacen ver la vida del color de rosa»). In questo modo la Regina Mab allevia la tristezza degli artisti, donando loro speranza e permettendo loro di continuare le loro attività artistiche.
Nella serie di romanzi di urban fantasy i Dresden Files, la Regina Mab è una delle sei regine ed è la sovrana della corte di Unseelie (Inverno), seconda solo alla Madre dell'Inverno.
La regina Mab appare inoltre come personaggio chiave in due romanzi fantasy di Elizabeth Bear, Ink and Steele Hell and Earth. In questi due opere fantasy di carattere storico, la Regina Mab regna sulle Fate del sedicesimo secolo, contemporaneamente al regno di Elisabetta I. Nei romanzi appaiono anche personaggi storici e mitologici come Morgan Le Fay, William Shakespeare, Thomas Walsingham, Christopher Marlowe. Mab è legata in modo sovrannaturale alla sorella regina, Elisabetta I.
Nel libro di Martin Millar Dreams of Sex and Stage Diving (1994), l'eroina, Elfish, vuole chiamare la sua band thrash metal "Regina Mab". Per raggiungere lo scopo, dal momento che anche il suo ex-ragazzo reclama lo stesso nome per la sua band, Elfish scommette di imparare a memoria e di recitare pubblicamente il monologo di Mercuzio.
Una fata di nome Mab è uno dei personaggi principale nel romanzo di Francesca Lia Block I Was a Teenage Fairy.

## Adattamenti
- Il personaggio di Mab appare nella miniserie fantasy del 1998 Merlino, trasmesso in Italia sui canali Mediaset.
Qui viene rappresentata come una divinità celtica che cerca di impedire che il culto degli Antichi Dei venga soppiantato dalla nuova religione cristiana, temendo che se ciò accadesse lei e gli altri dei - la sua famiglia - verrebbero dimenticati e scomparirebbero. Per riuscire in questa impresa crea appunto il mago Merlino e cerca di spingerlo a guidare gli uomini verso i suoi fini. Quando lui le si ribella, lo perseguita nel tentativo di costringerlo all'ubbidienza, ma senza riuscirci.
In questo film, il personaggio viene caratterizzato come una sorta di crudele divinità sociopatica. Viene descritta come la sorella della Dama del Lago e viene accomunata ai miti legati a Re Artù. È sempre lei la causa di molti degli eventi importanti legati ad Artù, come la storia d'amore fra Ginevra e Lancillotto e la nascita di Mordred, frutto dell'incestuosa relazione tra Artù e Morgana, e il suo conseguente tradimento.
- Mab viene menzionata anche nel film Favole[5] come regina delle fate. Il film è il racconto di un fatto realmente accaduto agli inizi del secolo scorso: due bambine scattarono delle fotografie in cui venivano ritratte giocare con quelle che all'apparenza sembravano essere elfi e fate (il tutto si rivelò poi una montatura, oggi nota come il caso delle Fate di Cottingley).
- Nel film Cenerentola per sempre Mab è il nome della fata/ninfa del lago che aiuta la protagonista.
- Nella trasposizione cinematografica dell’opera di William Shakespeare, per la regia di Baz Luhrmann e con protagonisti Leonardo DiCaprio e Claire Danes, in cui la storia viene riadattata ad un'epoca moderna il personaggio della Regina Mab viene rielaborato sotto la forma di droga sintetica.

## Negli altri media
Nella saga videoludica Megami Tensei dell'azienda giapponese Atlus la Regina Mab è uno dei demoni reclutabili dai protagonisti dei vari giochi e la sua voce del compendio la descrive come una possibile interpretazione di Titania, se non la sua controparte cattiva.
La Regina Mab appare inoltre nella graphic novel della Vertigo God Save the Queen, di Mike Carey, dove è l'antagonista principale: la storia è basata sui personaggi della serie Sandman sempre della Vertigo.
Nella serie a fumetti Hellboy della Dark Horse Comics, una vecchia, apparentemente una strega, è costantemente presente: nel volume Hellboy: The Wild Hunt, si scopre essere la Regina Mab.
Nel cartone animato della Disney Gargoyles Mab viene nominata come precedente regina della terza razza, battuta in seguito da Oberon.
La regina Mab è presente anche nella serie animata Roswell Conspiracies: qui viene rappresentata come la regina delle banshee.